# Ла-Плата (округ)
34°55′ пд. ш. 57°17′ зх. д. / 34.917° пд. ш. 57.283° зх. д.
Ла-Плата — округ у провінції Буенос-Айрес, Аргентина, що знаходиться за 60 кілометрів на південний схід від міста Буенос-Айрес.
Займає площу 926 км², кількість населення становить 574 369 чоловік (за даними перепису 2001 року). Столиця округу — місто Ла-Плата, яке також є адміністративним центром провінції.
У селі імені Мануеля Гонне розташований тематичний парк República de los Niños.

## Населення
У 2010 році населення становило 654324 особи. З них чоловіків — 315263, жінок — 339061.

## Райони
- Абасто
- Вілла Ельвіра
- Вілла Елісія
- Ель-Пелігро
- Лісандро Олмос
- Ла-Плата (центр)
- Лос-Хорнос
- Мануель Гонне
- Мельхор Ромеро
- Рінкелет
- Сіті Белл
- Толоса
- Хоакін Горінья